# Jan Podoski
Jan Józef Podoski (ur. 20 grudnia 1903?/2 stycznia 1904 w Kijowie, zm. 22 lub 24 listopada 1998 w Warszawie) – inżynier trakcji elektrycznej, profesor i doctor honoris causa Politechniki Warszawskiej, honorowy obywatel Warszawy, orędownik budowy warszawskiego metra.

## Życiorys

### Dzieciństwo i młodość i czasy studiów (1904–1929)
Jan Józef Podoski urodził się 2 stycznia 1904 w Kijowie. Był synem profesora Politechniki Warszawskiej Romana Podoskiego, który zaszczepił w nim zainteresowania techniką elektryczną. Miał młodszą siostrę Martę – malarkę, rzeźbiarkę i ceramiczkę. W 1918 rodzina na stałe przeniosła się do Warszawy i Jan jako harcerz brał udział w rozbrajaniu Niemców. W 1920 był sanitariuszem na wojnie polsko-bolszewickiej, z której powrócił jako ułan.
W 1922 rozpoczął studia na Wydziale Elektrycznym Politechniki Warszawskiej. W trakcie nauki został przyjęty do Korporacji Akademickiej Arkonia i był aktywny w Bratniej Pomocy. Podjął pracę zawodową w Elektrowni Warszawskiej, a następnie został asystentem w Katedrze Miernictwa Elektrycznego Politechniki Warszawskiej. W 1928 uzyskał tytuł inżyniera. Jako zwolennik i propagator pierwszych pojawiających się pod koniec lat 20. koncepcji elektryfikacji kolei w Polsce został wysłany przez Ministerstwo Komunikacji na roczny staż do Francji, Włoch, Szwajcarii i Maroka. Zdobyte tam doświadczenia związane z pracą i eksploatacją kolei elektrycznych następnie wykorzystywał w pracy zawodowej. W 1928 został członkiem Stowarzyszenia Elektryków Polskich.

### Jednoroczna służba wojskowa (1929-1930)
13 sierpnia 1929 został przyjęty do Szkoły Podchorążych Rezerwy Artylerii we Włodzimierzu Wołyńskim. 21 czerwca 1930 ukończył szkołę, jako prymus 5. baterii. Praktykę odbył w 18 Pułku Artylerii Polowej w Ostrowi Mazowieckiej. Na stopień podporucznika został mianowany ze starszeństwem z 1 stycznia 1932 i 13. lokatą w korpusie oficerów rezerwy artylerii. Później został przeniesiony do korpusu oficerów rezerwy uzbrojenia. W 1934 posiadał przydział w rezerwie do Kadry 1 Oddziału Uzbrojenia. Na stopień porucznika został mianowany ze starszeństwem z 1 stycznia 1938 i 12. lokatą w korpusie oficerów rezerwy uzbrojenia.

### Początki kariery zawodowej (1930–1939)
W latach 1928–1934 pracował w Biurze Projektów i Studiów PKP, a w latach 1934–1938 pełnił funkcję zastępcy kierownika robót przy elektryfikacji pierwszego odcinka kolei w Warszawie. W tym samym czasie był starszym asystentem na Politechnice Warszawskiej. W latach 1938–1939 był dyrektorem Fabryki Sygnałów Kolejowych w Bydgoszczy.

### Okres II wojny światowej (1939–1945)
W 1939 został zmobilizowany i wziął udział w kampanii wrześniowej. Dotarł na Litwę. Następnie przez Szwecję przedostał się do Francji, gdzie od stycznia do maja 1940 uczestniczył w kampanii francuskiej będąc w Sztabie Naczelnego Wodza. Po ewakuacji dotarł do Anglii, gdzie był adiutantem Szefa Sztabu Naczelnego Wodza w Londynie. W 1942 ukończył Wyższą Szkołę Wojenną ze stopniem majora, przydzielony do Samodzielnego Referatu „S” (później przekształconego w Wydział „S”) w Oddziale VI (Specjalnym) Sztabu Naczelnego Wodza. Referatem oraz Wydzialem kierował mjr dypl. Jan Jaźwiński, organizator lotów specjalnych SOE do Polski z Wielkiej Brytanii (głównie z lotniska RAF Tempsford), a potem z Włoch. Od stycznia 1944 kierował Wydziałem „S”, po objęciu przez mjr. dypl. Jana Jaźwińskiego funkcji komendanta Głównej Bazy Przerzutowej w Latiano pod Brindisi (Włochy). Po zakończeniu powstania warszawskiego przeszedł do sztabu 1 Dywizji Pancernej pod dowództwem gen. Stanisława Maczka i brał udział w walkach o wyzwolenie Belgii i Holandii oraz w walkach na terenie północnych Niemiec.

### Działania po wojnie (1945–1998)
Po demobilizacji w latach 1946–1947 pracował w English Electric. W lipcu 1947 na prośbę rektora Politechniki Warszawskiej powrócił do kraju i rozpoczął wykłady na PW oraz w Szkole Inżynierskiej Wawelberga i Rotwanda. Zaczął organizować Zakład Trakcji Elektrycznej w Głównym Instytucie Elektrotechniki z myślą o budowie warszawskiego metra. W 1948 obronił z wyróżnieniem pracę doktorską na PW, a rok później stanął na czele Zakładu Trakcji Elektrycznej. W grudniu 1949 został aresztowany, posądzony o szpiegostwo i skazany na 8 lat więzienia. Ostatecznie został wypuszczony po 5 latach w 1954 dzień po śmierci ojca.
Po uwolnieniu powrócił do pracy naukowej. Wznowił działalność na PW, gdzie na przykładzie Warszawy opracował pierwszą w Polsce koncepcję układu komunikacyjnego dla szybko rozwijających się aglomeracji miejskich. W 1956 został mianowany profesorem nadzwyczajnym, a w 1958 objął stanowisko dziekana Wydziału Elektrycznego PW. Był nim do 1962, kiedy to również uzyskał tytuł profesora zwyczajnego. W latach 1964–1969 ponownie był dziekanem i równolegle pracował w zorganizowanym przez siebie Zakładzie Komunikacji Miejskiej w Instytucie Gospodarki Komunalnej. W 1969 również otrzymał godność honorowego członka SEP.
Od 1958 do 1974 był wielokrotnie ekspertem ONZ w sprawach komunikacji w krajach Afryki Zachodniej i środkowego Wschodu. Po przejściu na emeryturę przez kilka lat pracował jako profesor zwyczajny w Uniwersytecie w Zairze i na Politechnice w Algierii. Był członkiem założycielem Towarzystwa Elektrotechniki Teoretycznej i Stosowanej, a w latach 1962–1968 jego przewodniczącym. Przez ponad 40 lat był członkiem Komitetu Elektrotechniki Polskiej Akademii Nauk, a w latach 1970–1975 również jego przewodniczącym. Przez ponad 20 lat był przewodniczącym Techniczno-Ekonomicznej Rady Naukowej przy prezydencie Warszawy. Od 1982 był członkiem Towarzystwa Naukowego Warszawskiego, a w latach 1983–1997 przewodniczącym Rady Naukowo-Konsultacyjnej w Generalnej Dyrekcji Budowy Metra. Był także członkiem Komitetu Transportu PAN i Union Internationale des transports Publics w Brukseli oraz honorowym członkiem Stowarzyszenia Urbanistów Polskich i Institution of Electrical Engineers w Londynie. Wieloletni członek Rady Naukowej Instytutu Elektrotechniki oraz doradca dyrektora tego instytutu.

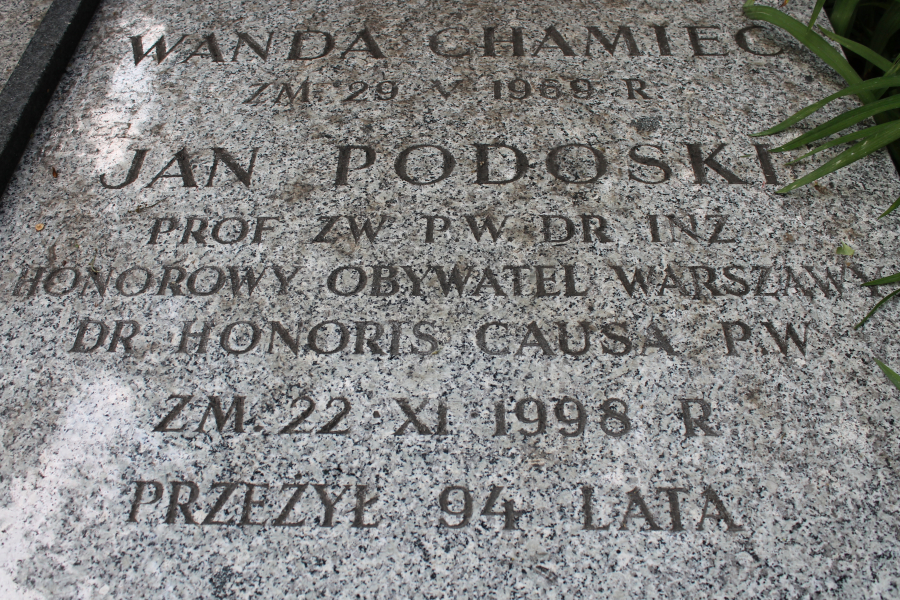
Grób Jana Podoskiego

W uznaniu zasług w dziedzinie nauki i jej popularyzacji oraz działalności społecznej Senat Politechniki Warszawskiej zadecydował o nadaniu Janowi Podoskiemu tytułu doktora honoris causa uczelni. Uroczystość miała miejsce 5 listopada 1986 w Małej Auli Politechniki Warszawskiej.
W 1989 został w pełni oczyszczony z postawionych mu w 1949 zarzutów.
29 marca 1993 Rada Warszawy jednogłośnie przyznała mu tytuł honorowego obywatela miasta.
7 kwietnia 1995 podczas uroczystości otwarcia I linii warszawskiego metra mających miejsce na stacji Wilanowska Jan Podoski przeciął wstęgę.
Pod koniec życia przebywał w szpitalu. Zmarł 22 bądź 24 listopada 1998 w Warszawie. Został pochowany w grobie rodzinnym na Powązkach (kwatera 284 wprost-5-9).

## Upamiętnienie po śmierci

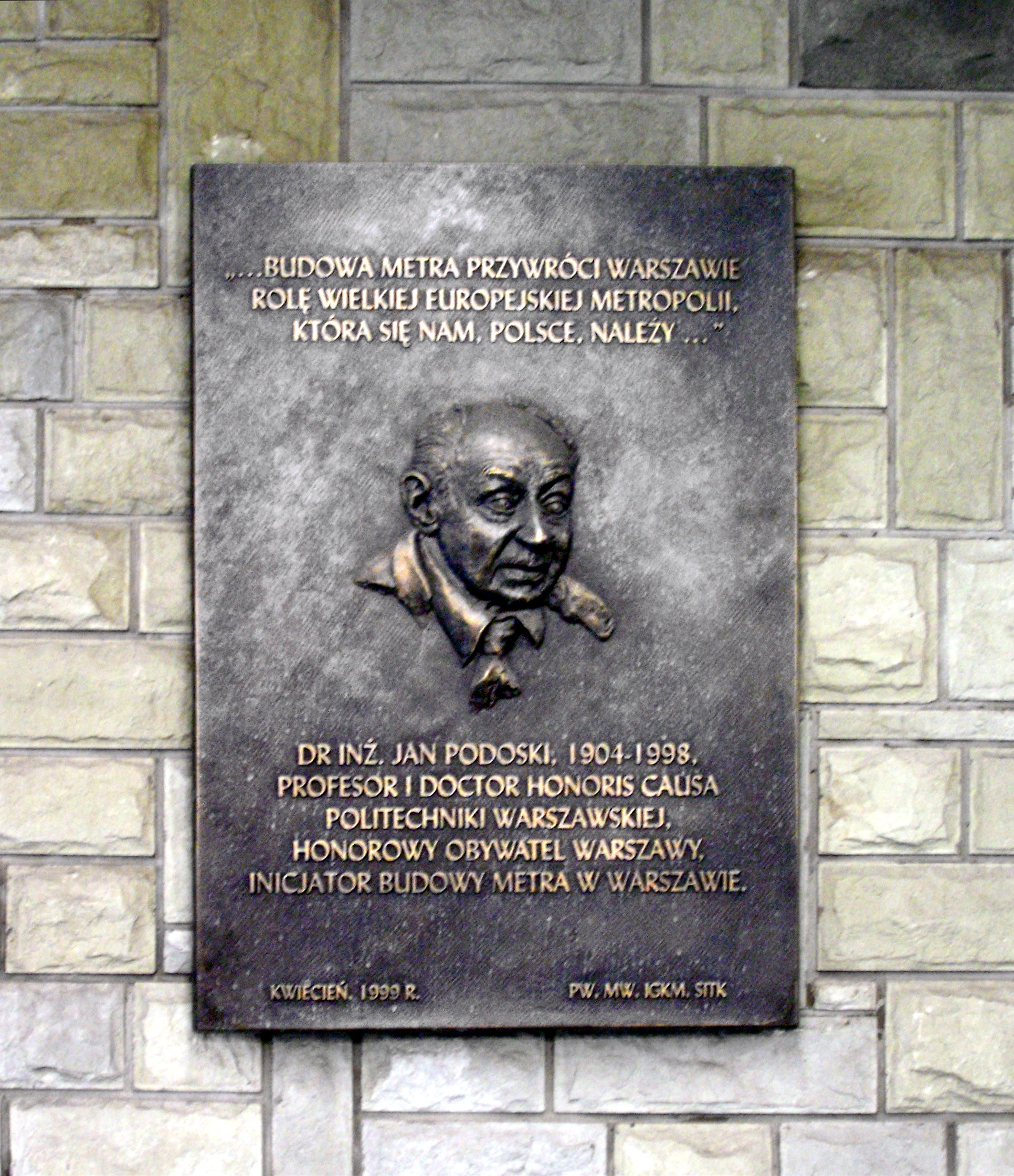
Tablica upamiętniająca Jana Podoskiego na stacji metra Politechnika

21 kwietnia 1999 na stacji warszawskiego metra Politechnika miała miejsce uroczysta prezentacja tablicy upamiętniającej Jana Podoskiego, który przyczynił się do budowy warszawskiej kolei podziemnej. Jej odsłonięcia dokonała wdowa Jadwiga Podoska. Tablica z odlanym popiersiem zawiera cytat wypowiedzi Jana Podoskiego:

…budowa metra przywróci Warszawie rolę wielkiej europejskiej metropolii, która się nam, Polsce, należy…

10 stycznia 2003 jednej z ulic w warszawskim Śródmieściu nadano imię Romana i Jana Podoskich.

## Ordery i odznaczenia
- 1945 – Krzyż Walecznych za udział w II wojnie światowej[1][20]
- 1946 – Order Oranje-Nassau klasy V za udział w oswobodzeniu Holandii[1][20][21]
- 1964 – Krzyż Kawalerski Orderu Odrodzenia Polski[1]
- 1969 – Krzyż Oficerski Orderu Odrodzenia Polski[1]
- 1979 – Krzyż Komandorski Orderu Odrodzenia Polski[1]
- Krzyż Armii Krajowej[21]
- Członek Orderu Imperium Brytyjskiego[20]
- Croix du combattant volontaire[15]
- Medal 30-lecia Polski Ludowej[1]
- Medal 40-lecia Polski Ludowej[1]
- Krzyż za udział w Wojnie 1918–1921[1]

## Ważniejsze publikacje
- Rola i potrzeba komunikacji znaczenia miejscowego dla racjonalnego rozwiązania ogólnego programu komunikacyjnego w Polsce (Fundacja Stypendialna im. J. Tomickiego, Warszawa, 1938)
- Elektrownie, elektryfikacja i przemysł elektrotechniczny (s.n., Londyn, 1941)
- Tramwaj (Budownictwo i Architektura, Warszawa, 1957)
- Trolejbusy: budowa i eksploatacja („Arkady”, Warszawa, 1958)
- Praca silników tramwajowych w zimie (s.n., Warszawa, 1960)
- Trakcja spalinowo-elektryczna (WKiŁ, Warszawa, 1963)
- Tramwaj podziemny czy metro (Instytut Gospodarki Komunalnej, Warszawa, 1968)
- Światowe osiągnięcia w dziedzinie komunikacji miejskiej a perspektywy jej rozwoju w Polsce (Centralny Instytut Informacji Naukowo-Technicznej i Ekonomicznej, Warszawa, 1968)
- Perspektywy rozwoju transportu kolejowego w Polsce na tle osiągnięć światowych (Centralny Instytut Informacji Naukowo-Technicznej i Ekonomicznej, Warszawa, 1968)
- Komunikacja miejska (Wydawnictwa Politechniki Warszawskiej, Warszawa, 1976)
- Tramwaj szybki: projektowanie i eksploatacja (WKiŁ, Warszawa, 1983, ISBN 8320604370)
- Transport w miastach (WKiŁ, Warszawa, 1985, ISBN 8320605741)
- Zbyt ciekawe czasy (WKiŁ, Warszawa, 1991, ISBN 8320609917)[15]
- Wspomnienie o pięciu generałach (Adam Marszałek, Toruń, 1998)[15]